# Tout dans la tête
Albums de Zoxea
Dans la lumière
(2005)
Tout dans la tête est le troisième album solo de Zoxea sorti le 19 mars 2012. Cette œuvre comme son nom l'indique n'est pas écrite, mais récitée par cœur à l'image de rappeurs comme Notorious B.I.G.. Cet album comporte 11 titres, en référence au nombre fétiche du rappeur.

Après un temps de préparation, il a ouvert en 2009 le studio Cent Quatre au public, afin de montrer sa méthode de travail et faire participer le public à l'album. Le 18 décembre 2012 est sortie une édition deluxe de l'album dans laquelle sont ajoutés les instrumentales des titres Boulogne Tristesse, Comme un lion, Showtime, C'est nous les reustas ainsi que le titre C'est nous les reustas (Remix) dans lequel de nombreux rappeurs y sont en featuring.

## Liste des Titres
1. Paroles et musique
2. Boulogne tristesse
3. Showtime avec Dany Dan et Melopheelo
4. Déjà tout petit
5. Voir plus loin
6. Tout dans la tête (Meurtr'rap)
7. Ma lady
8. C'est nous les reustas avec Busta Flex
9. Mec du hood
10. Comme un lion
11. Oui je l'aimais
12. Boulogne tristesse (Instrumental) (Bonus édition Deluxe)
13. Comme un lion (Instrumental) (Bonus édition Deluxe)
14. Showtime (Instrumental) (Bonus édition Deluxe)
15. C'est nous les reustas (Instrumental) (Bonus édition Deluxe)
16. C'est nous les reustas (Remix) (Bonus édition Deluxe) avec Busta Flex, Morsay, Guizmo, Mokless, Melopheelo, Dany Dan, Tiwony, Disiz, Youssoupha, Fuzati et Nakk

## Clips
- Boulogne tristesse (Première partie de la trilogie Boulogne tristesse, Comme un lion, Showtime) (sortie: 29 mars 2011)
- Comme un lion (Deuxième partie de la trilogie Boulogne tristesse, Comme un lion, Showtime) (sortie: 11 mai 2011)
- Showtime (Troisième partie de la trilogie Boulogne tristesse, Comme un lion, Showtime) (sortie: 13 février 2012)
- C'est nous les reustas (sortie: 28 mars 2012)
- Paroles et musique (sortie: 21 décembre 2012)
- Tout dans la tête (Meurtr'rap) (sortie: 21 juin 2013)